# إسبينيلفاس
بلدية إسبينيلفاس (بالإسبانية: Espinelvas) هي بلدية تقع في مقاطعة جرندة التابعة لمنطقة كتالونيا شمال شرق إسبانيا.

## الديموغرافيا
بلغ عدد سكان بلدية إسبينيلفاس 199 نسمة عام 2011 (وفقاً للمعهد الوطني الإسباني للإحصاء).
| 175 | 188 | 182 | 193 | 183 | 190 | 199 |